# Henri Jobez
Pour les articles homonymes, voir Jobez.
Henri-Jean Jobez (26 juin 1865 à Saint-Dizier (Haute-Marne) en France  - 28 mai 1931 à Paris) est un ingénieur et homme politique français.

## Biographie
Il est le fils de Charles Auguste Jobez (de la famille des Jobez Maîtres des Forges de Syam (39)) et de Marie Mathilde Rozet (de la famille Rozet des Maîtres de Forges au Clos Mortier (52))
Il est député en 1897-1898 dans la circonscription du	Jura dans le groupe parlementaire des Républicains durant la Troisième République.

## Sources
- « Henri Jobez », dans le Dictionnaire des parlementaires français (1889-1940), sous la direction de Jean Jolly, PUF, 1960 [détail de l’édition]

## lien externe
- Ressource relative à la vie publique :   - Base Sycomore

## référence
1. ↑  acte de naissance